# Čačak
Čačak  (tiếng Serbia: Чачак) là một thành phố ở trung bộ Serbia. Thành phố Čačak có diện tích km2, dân số là 73.217 người (theo điều tra dân số Serbia năm 2002).  Đây là thủ phủ hành chính của quận Moravica.

## Khí hậu
Čačak có khí hậu đại dương (phân loại khí hậu Köppen Cfb) giáp với khí hậu lục địa ẩm (Köppen Dfb).
| Dữ liệu khí hậu của Čačak               | Dữ liệu khí hậu của Čačak | Dữ liệu khí hậu của Čačak | Dữ liệu khí hậu của Čačak | Dữ liệu khí hậu của Čačak | Dữ liệu khí hậu của Čačak | Dữ liệu khí hậu của Čačak | Dữ liệu khí hậu của Čačak | Dữ liệu khí hậu của Čačak | Dữ liệu khí hậu của Čačak | Dữ liệu khí hậu của Čačak | Dữ liệu khí hậu của Čačak | Dữ liệu khí hậu của Čačak | Dữ liệu khí hậu của Čačak |
| Tháng                                   | 1                         | 2                         | 3                         | 4                         | 5                         | 6                         | 7                         | 8                         | 9                         | 10                        | 11                        | 12                        | Năm                       |
| --------------------------------------- | ------------------------- | ------------------------- | ------------------------- | ------------------------- | ------------------------- | ------------------------- | ------------------------- | ------------------------- | ------------------------- | ------------------------- | ------------------------- | ------------------------- | ------------------------- |
| Trung bình ngày tối đa °C (°F)          | 3.7 (38.7)                | 6.6 (43.9)                | 12.6 (54.7)               | 16.5 (61.7)               | 21.1 (70.0)               | 24.7 (76.5)               | 27.1 (80.8)               | 26.8 (80.2)               | 23.5 (74.3)               | 17.8 (64.0)               | 11.1 (52.0)               | 5.4 (41.7)                | 16.4 (61.5)               |
| Trung bình ngày °C (°F)                 | 0.1 (32.2)                | 2.5 (36.5)                | 7.0 (44.6)                | 11.0 (51.8)               | 15.5 (59.9)               | 19.0 (66.2)               | 21.0 (69.8)               | 20.7 (69.3)               | 17.8 (64.0)               | 12.4 (54.3)               | 6.1 (43.0)                | 2.2 (36.0)                | 11.3 (52.3)               |
| Tối thiểu trung bình ngày °C (°F)       | −3.4 (25.9)               | −1.6 (29.1)               | 1.8 (35.2)                | 5.5 (41.9)                | 10.0 (50.0)               | 13.3 (55.9)               | 14.7 (58.5)               | 14.2 (57.6)               | 11.0 (51.8)               | 7.0 (44.6)                | 2.3 (36.1)                | −1.0 (30.2)               | 6.1 (43.1)                |
| Lượng Giáng thủy trung bình mm (inches) | 57 (2.2)                  | 52 (2.0)                  | 55 (2.2)                  | 64 (2.5)                  | 87 (3.4)                  | 86 (3.4)                  | 76 (3.0)                  | 61 (2.4)                  | 60 (2.4)                  | 62 (2.4)                  | 73 (2.9)                  | 69 (2.7)                  | 802 (31.5)                |
| Nguồn: Climate-Data.org                 |                           |                           |                           |                           |                           |                           |                           |                           |                           |                           |                           |                           |                           |

## Khu tự quản
Khu tự quản Čačak gồm có các khu định cư sau:
| - Čačak - Atenica - Baluga (Ljubićska) - Baluga (Trnavska) - Banjica - Beljina - Bečanj - Brezovica - Bresnica - Vapa - Vidova - Viljuša - Vranići - Vrnčani - Vujetinci - Goričani - Gornja Gorevnica - Gornja Trepča - Donja Gorevnica - Donja Trepča - Žaočani - Zablaće - Jančići - Ježevica - Jezdina - Katrga - Kačulice - Konjevići - Kukići | - Kulinovci - Lipnica - Loznica - Ljubić - Međuvršje - Milićevci - Miokovci - Mojsinje - Mrčajevci - Mršinci - Ovčar Banja - Ostra - Pakovraće - Parmenac - Petnica - Preljina - Premeća - Pridvorica - Prijevor - Prislonica - Rajac - Rakova - Riđage - Rošci - Slatina - Sokolići - Stančići - Trbušani - Trnava |